# Горинович, Николай Елисеевич
Никола́й Елисе́евич Горинович (1855, Немиров, Брацлавский уезд, Подольская губерния — 12 января 1912 года, Ставрополь-Кавказский, Ставропольская губерния) — русский революционер, народник, церковный деятель, известный прежде всего тем, что будучи сильно обезображенным инвалидом, работал учителем и был активным участником общественной жизни. Брат известного революционера, этнографа Василия Гориновича.

## Биография

### Ранние годы
Николай Горинович родился в 1855 году в большой, старинной обедневшей семье почётного гражданина, губернского секретаря. В 1860 году семья переехала в Киев. Отец семьи — Горинович Елисей Николаевич со временем получил чин коллежского секретаря и должность столоначальника канцелярии Киевского генерал-губернатора. Мать — Марина Петровна (в девичестве Борецкая), домохозяйка, в дальнейшем — сестра милосердия военного госпиталя. В семье было семеро детей: сёстры — Елизавета и Ольга, братья — Николай, Василий, Арсений, Иван и Автоном.
Учился во Второй Киевской гимназии, но не окончил её в связи с неуспеваемостью — бросил учёбу в 6 классе. В 1872 году поступил юнкером в пехотный полк в Киеве, после чего два года был военным. Участвовал в походе в Польшу. В 1874 году вышел в отставку в чине унтер-офицера.

### Революционная деятельность
Выйдя в отставку, Горинович пытался сдать экзамен и получить диплом народного учителя, но неудачно. В 1874 году, оставшись без средств к существованию, он познакомился с народниками и вошёл в «киевскую коммуну» (революционный кружок).
Вместе с Алексеем Дробыш-Дробышевским участвовал в народническом движении «хождения в народ» — работал на сахарном заводе в местечке Шпола (Звенигородский уезд Киевская губерния). Второй раз отправился в провинцию для проведения противоправительственной пропаганды, во избежание ареста, вместе с П. Ф. Ларионовым — работал на станции Казатин (Юго-Западная железная дорога), откуда осенью 1874 года пешком возвращался в Киев и был арестован в местечке Ружин (Житомирский уезд Волынская губерния) и препровождён в Киевскую тюрьму.
В тюрьме Горинович три месяца находился в одиночной камере, после чего не выдержал, на допросе признался в принадлежности к революционному кружку и дал откровенные показания. В начале 1875 года был освобождён из-под ареста и по распоряжению начальника Киевского губернского жандармского управления от 2 апреля 1875 года подчинён гласному полицейскому надзору в Киеве.
В конце 1875 года он получил место и стал работать домашним учителем в Волынской губернии, но весной 1876 года был вызван в Киев и привлечён к дознанию по делу «О пропаганде в империи» (Процесс ста девяноста трёх).
После нескольких допросов у следователя и будучи свободным, Горинович совершил побег, намереваясь эмигрировать в Болгарию, чтобы в качестве добровольца принять участие в освободительной борьбе болгарского народа против турок. С помощью гимназических приятелей он получил адрес некоего проживавшего в Елисаветграде человека, который должен был помочь ему выехать за границу через Одессу. В начале июня 1876 года приехал в Елисаветград, где встретил участников местного революционного кружка.

### Покушение
Во время нахождения Гориновича в Елисаветграде участники местного революционного кружка заподозрили его в предательстве и приняли решение убить. Лев Дейч и Виктор Алексеевич Малинка отправились вместе с Гориновичем из Елисаветграда в Одессу пассажирским поездом. 10 июня 1876 года в 22-23 часа они прибыли в Одессу и по совету Дейча высадились не на пассажирской, а на товарной станции, где их встречал один из членов организации В. Ф. Костюрин (Горинович принял его за Якова Стефановича, из-за чего впоследствии на «большом процессе» утверждал, что это был Стефанович). По пути от товарной станции, в тёмном безлюдном месте Малинка и Дейч напали на Гориновича. Малинка нанёс по голове Гориновича удар кистенём, сбив его с ног, после чего соучастники покушения стали вместе избивать его. Затем Дейч, считая, что Горинович уже мёртв, достал склянку с серной кислотой и облил его голову, с целью обезобразить лицо и затруднить опознание, после чего соучастники скрылись.

### После покушения
Несмотря на ужасающие повреждения, Горинович выжил; он полностью ослеп, у него было обезображено лицо и травмирована рука. В больнице он дал представителям полиции показания относительно членов революционного кружка и участников покушения. В одесской больнице он пробыл 1 год и 4 месяца, затем был переведён в Санкт-Петербург, где также находился в больнице. В больнице он познакомился с ухаживавшей за ним медицинской сестрой Екатериной Аристарховной Разумовской, которая впоследствии стала его женой. 5 мая 1877 года, ещё находясь на излечении, он был предан суду Особого Присутствия Правительствующего Сената по обвинению в принадлежности к противозаконному обществу и в покушении на распространение преступных сочинений (Процесс ста девяноста трёх). На заседания суда его доставляли из больницы.
23 января 1878 года Горинович был признан виновным «во вступлении в преступное сообщество со знанием его целей» и приговорён к ссылке в любую отдалённую губернию, кроме сибирских, при этом суд ходатайствовал об освобождении его ото всякого наказания ввиду чистосердечного признания и указания своих сообщников. 11 мая 1878 года по Высочайшему повелению он был освобождён ото всякой ответственности.
Впоследствии Горинович учился в специальном училище для слепых в Кёнигсберге, (в то время Германия), получил специальность учителя. Затем вместе с супругой переехал в Ставрополь-Кавказский, где работал учителем в школе для слепых.
Скончался 12 января 1912 года.

## Церковная деятельность
Будучи на излечении в больнице, встречался с миссионерами церкви евангельских христиан. Горинович принял веру, вошёл в церковь и стал активным деятелем церкви евангельских христиан (недоступная ссылка с 18-09-2017 [2858 дней]). Участвовал в издании нелегального евангельского журнала «Беседа». Его сестра Елизавета была замужем за меннонитом Германом Фастом, который оказывал всемерную помощь российской церкви евангельских христиан.

## Семья
- Жена: Екатерина Аристарховна (в девичестве Разумовская; 1865—1944) — медицинская сестра, которая ухаживала за Гориновичем в больнице и стала его женой.
- Дети — восемь человек:
  - Сын: Владимир Николаевич Горинович (18.01.1900 — 15.02.1979) — член Киевского теософского общества, оккультист, член масонского ордена «Гисбар»[4].
- Брат: Василий Елисеевич Горинович.

## В культуре
В 2022 году «тайный» портрет Гориновича (без маски) был помещён на обложку книги «Нигилизм и готика. Альманах» А. С. Ефимова.